# Modern Primitive (альбом Septicflesh)
Modern Primitive — одиннадцатый студийный альбом греческой симфо-дэт-метал-группы Septicflesh. Вышел 20 мая 2022 года на лейбле Nuclear Blast. Работа над ним велась при участии Пражского филармонического оркестра, с которым группа работала над четырьмя предыдущими альбомами. Продюсерованием занимался Йенс Богрен. Обложку для альбома, как и в случае с предыдущими дисками Septicflesh, создал фронтмен группы Спирос Антониу.
Дату выхода Modern Primitive, обложку, треклист, первый сингл и клип «Hierophant» группа представила 4 марта 2022 года. Второй сингл «Neuromancer» вышел 25 марта, третий — 22 апреля. В альбом вошло 9 песен и 3 оркестровых бонусных трека.

## Список композиций
| №                   | Название            | Длительность |
| ------------------- | ------------------- | ------------ |
| 1.                  | «The Collector»     | 4:03         |
| 2.                  | «Hierophant»        | 4:05         |
| 3.                  | «Self-Eater»        | 4:27         |
| 4.                  | «Neuromancer»       | 5:01         |
| 5.                  | «Coming Storm»      | 4:50         |
| 6.                  | «A Desert Throne»   | 4:18         |
| 7.                  | «Modern Primitives» | 4:11         |
| 8.                  | «Psychohistory»     | 3:34         |
| 9.                  | «A Dreadful Muse»   | 4:09         |
| Общая длительность: | Общая длительность: | 38:38        |

| №                   | Название                            | Длительность |
| ------------------- | ----------------------------------- | ------------ |
| 1.                  | «Salvation»                         | 6:07         |
| 2.                  | «The 14th Part»                     | 4:10         |
| 3.                  | «Coming Storm (Orchestral Version)» | 4:51         |
| Общая длительность: | Общая длительность:                 | 15:08        |

## Участники записи
- Спирос Антониу — вокал, бас-гитара, обложка
- Христос Антониу — гитара, оркестровка
- Сотирис Вагенас — гитара, вокал
- Керим Лехнер[англ.] — ударные, перкуссия